# Foro Boario
Il Foro Boario (in latino Forum Boarium o Bovarium) era un'area sacra e commerciale dell'antica Roma collocata lungo la riva sinistra del fiume Tevere, tra i colli Campidoglio, Palatino e Aventino, che prese il nome dal mercato del bestiame che vi si teneva.
Si trovava nei pressi dell'antico porto fluviale di Roma (portus Tiberinus), in un'area originariamente paludosa poi bonificata dalla costruzione della Cloaca Massima, dove venivano anche ammassate grandi quantità di sale (le salinae) provenienti dalla foce del Tevere.
L'area era suddivisa tra le regioni augustee VIII (Forum Romanum) e XI (Circus Maximus), e compresa tra il Circo Massimo a sud-est, il Velabro a nord-est (al confine si trovava il cosiddetto arco degli Argentari, una porta monumentale di accesso), il vicus Iugarius alle pendici del Campidoglio a nord, il Tevere a ovest e l'Aventino a sud.
Nella Roma moderna corrisponde all'area intorno a piazza della Bocca della Verità, dove sono tuttora visibili il tempio di Portuno e il tempio di Ercole Vincitore.
Con la stessa etimologia sono state in seguito così nominate varie piazze e aree commerciali in città italiane quali Verona (oggi piazza Bra), Padova, Arezzo, Cuneo, Fossano, Merano, Lecce.

## Storia

Il Foro Boario in età imperiale
(1) Tempio di Ercole Vincitore
(2) Tempio di Portuno
(3) Tempio di Cerere, Libero e Libera (?)
(4) Aedes Æmiliana Herculis (?)
(5) Tempio a Fortuna e Mater Matuta
(6) Ara massima di Ercole
(7) Arco degli Argentari
(8) Arco di Giano
(9) Magazzini
(10) Porto tiberino
(11) Mitreo del Circo Massimo
(12) Statio Annonae (?)

Si trattava dell'area di mercato (emporio) della città arcaica, collocata nel punto in cui confluivano i percorsi che percorrevano la valle del Tevere (la via Salaria e la via Campana) e quelli tra Etruria e Campania, i quali in origine superavano il fiume in corrispondenza del guado dell'Isola Tiberina. Il porto fluviale, come tutta l'area del Foro Boario, si trovava al di fuori delle mura più antiche ed era quindi considerato esterno al perimetro della città e liberamente accessibile agli stranieri.
Vi aveva sede un antichissimo santuario, l'Ara massima di Ercole, dedicato a una divinità locale, poi assimilata a Melqart fenicio e all'Eracle greco; secondo la leggenda italica, proprio in questi luoghi Eracle (o meglio Ercole) avrebbe lottato con Caco, che gli aveva sottratto il bestiame. Il culto testimonierebbe la frequentazione già in epoca protourbana, prima della fondazione della città alla metà dell'VIII secolo a.C., da parte di mercanti prima fenici, seguiti poi da greci ed etruschi; la divinità avrebbe vigilato sulla correttezza delle transazioni commerciali, facendosene garante e ricevendo come ricompensa parte dei profitti.
In età regia il guado venne sostituito dal pons Sublicius, in legno, ad opera di Anco Marzio. Sotto Servio Tullio, ad imitazione del santuario della città etrusca portuale di Pyrgi, nell'area del Foro Boario venne sistemato un secondo grande santuario, dedicato alla Fortuna e alla Mater Matuta, i cui resti sono stati rinvenuti negli scavi dell'area sacra di Sant'Omobono.
L'emporio e il porto Tiberino restarono a lungo al di fuori del perimetro cittadino, anche se la parte dell'area più lontana dal fiume venne inglobata nell'allargamento della cinta difensiva nel IV secolo a.C. (cosiddette mura serviane), nella quale si apriva la porta Trigemina. Vi si tenne nel 264 a.C. il primo combattimento gladiatorio, in occasione dei giochi funebri in onore di Marco Giunio Bruto Pera.
Nell'area era collocata una statua in bronzo dorato raffigurante un toro, che ne costituiva il simbolo: la scultura proveniva dalla conquista di Egina ad opera del console Publio Sulpicio Galba Massimo nel 210 a.C.
Il Foro Boario, probabilmente a causa delle attività che vi si svolgevano, era frequentemente oggetto di incendi: tra questi ci è giunta notizia di quelli verificatisi negli anni 213, 203 e 196 a.C., mentre la vicinanza al Tevere lo rendeva inoltre particolarmente soggetto alle alluvioni (363, 202, 193 e 192 a.C.).
Esistevano nell'area diversi edifici di culto: i già citati antichissimi santuari dell'Ara Massima di Ercole e della Fortuna e della Mater Matuta, il tempio di Portuno e il tempio di Ercole Vincitore. A partire dal II secolo a.C. le strutture portuali e le relative infrastrutture furono spostate più a valle, ai piedi dell'Aventino (Emporium), mentre l'area venne progressivamente occupata da abitazioni private e insulae. Nondimeno, le attività commerciali vi continuarono, tanto che ancora nel IV secolo d.C. per accoglierle venne costruito il cosiddetto arco di Giano.
Con il medioevo i templi di Portuno e di Ercole Vincitore vennero trasformati in chiese (il che ha consentito la loro sopravvivenza) e poco lontano sorse anche la basilica di Santa Maria in Cosmedin. Appunto nella cripta di quest'ultima chiesa è stato riconosciuto il podio dell'Ara Massima di Ercole.

## Galleria d'immagini

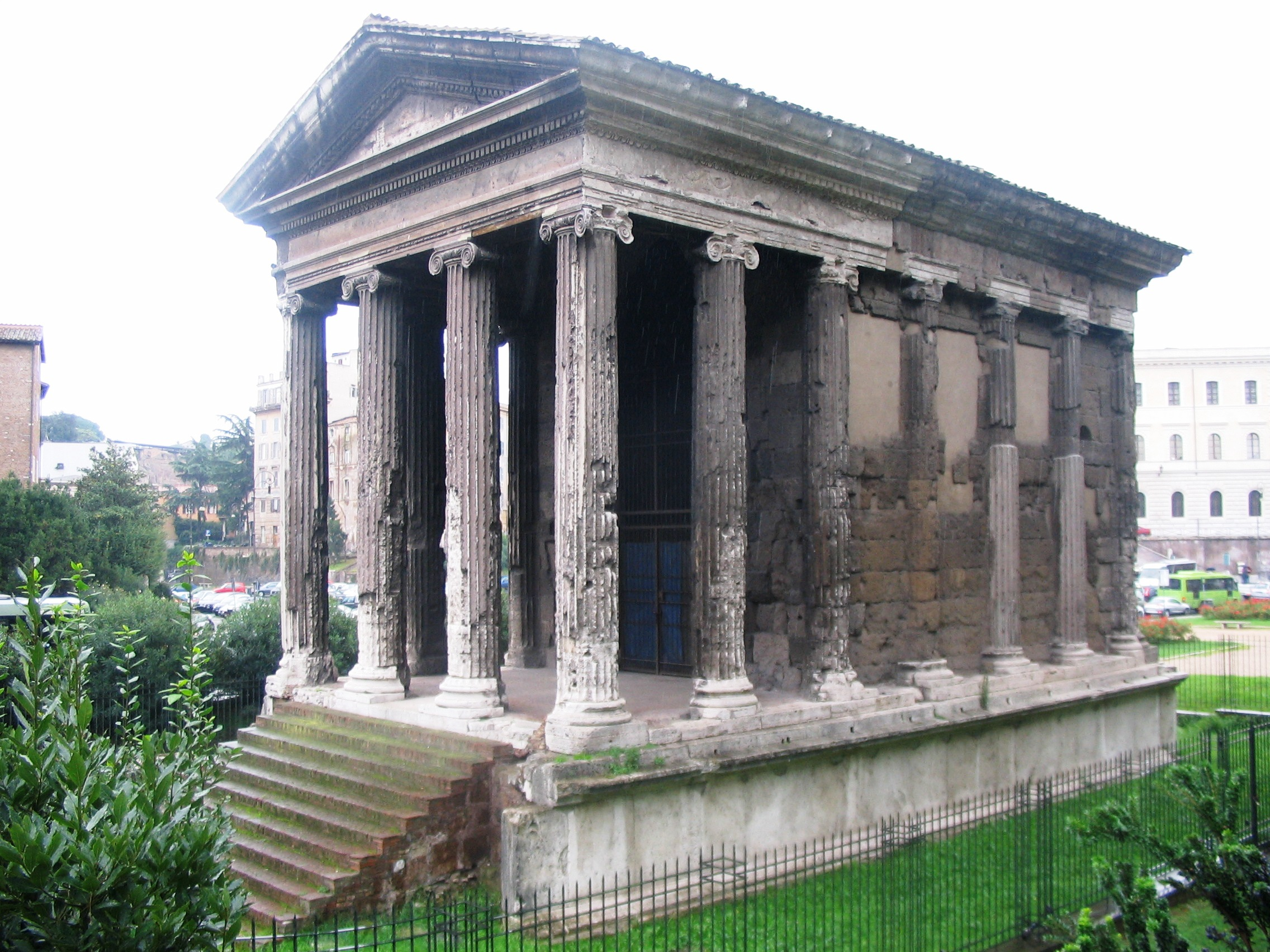
Il tempio di Portuno
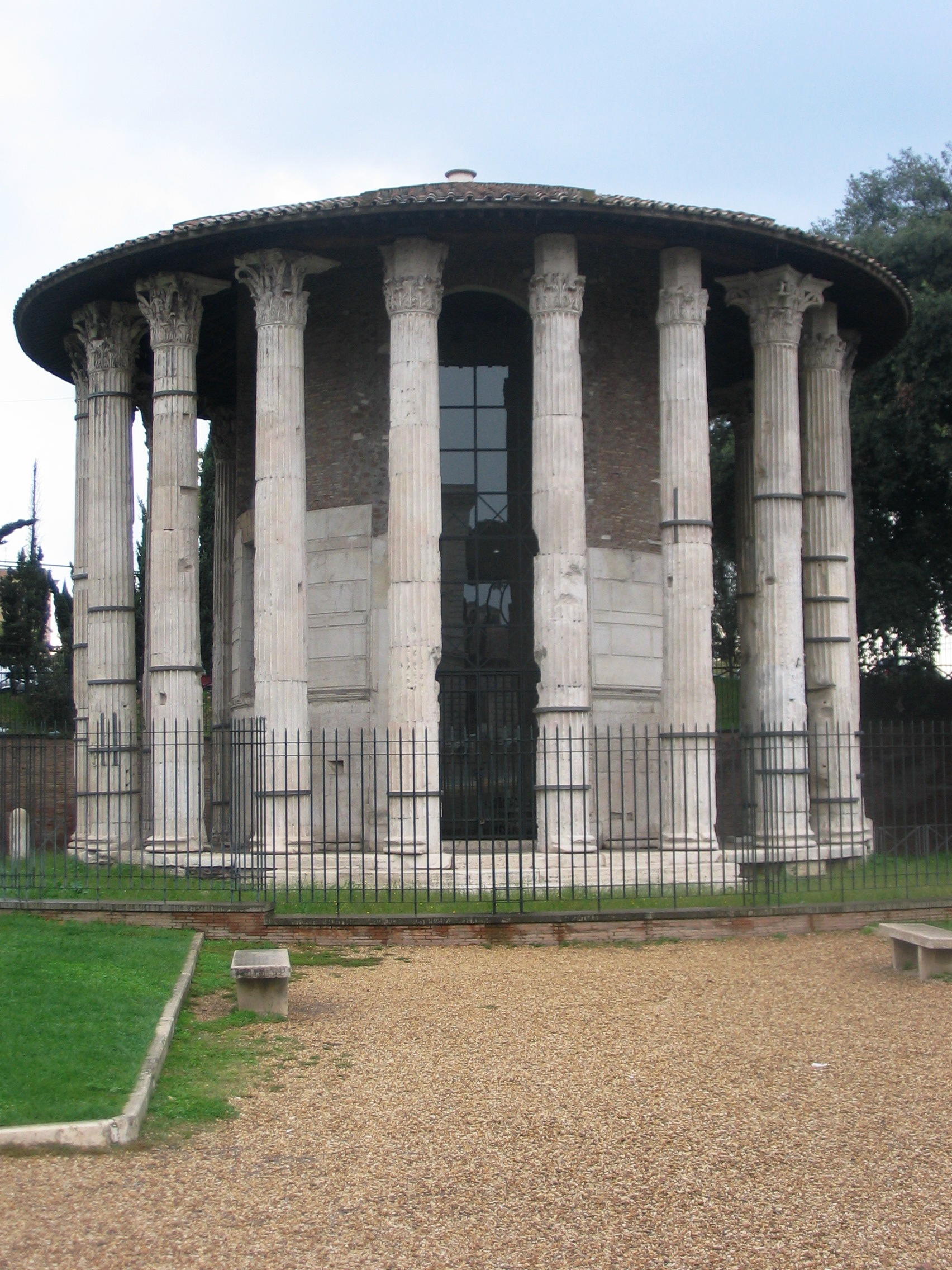
Il tempio di Ercole Vincitore
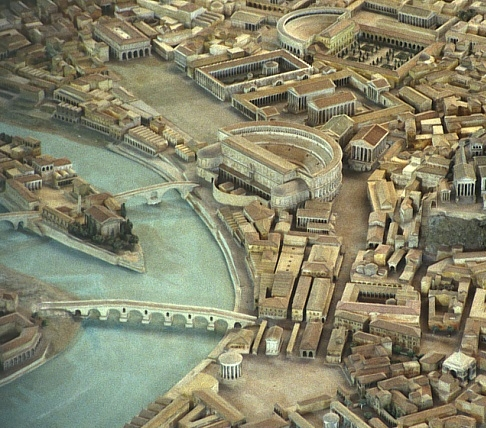
Il plastico di Roma nel IV secolo realizzato da Italo Gismondi: sono visibili Foro Boario (slargo in basso), Foro Olitorio (slargo al centro) e Circo Flaminio (slargo in alto)